# Delahaye Type 10
Der Delahaye Type 10 ist ein frühes Pkw-Modell. Hersteller war Automobiles Delahaye in Frankreich.

## Beschreibung
Die Fahrzeuge wurden zwischen 1902 und 1906 hergestellt. Es war der erste Entwurf des neuen technischen Direktors Amédée Varlet und wurde 1902 auf dem Pariser Autosalon präsentiert. Die Fahrzeuge wurden parallel zu Delahaye Type 6, Delahaye Type 7 und Delahaye Type 15, die einen Motor gleicher Größe haben.
Der Zweizylinder-Ottomotor war in Frankreich mit 12 CV eingestuft. Er hat 100 mm Bohrung, 140 mm Hub, 2199 cm³ Hubraum und leistet 13–14 PS. Er ist vorn im Fahrgestell eingebaut und treibt über ein Dreiganggetriebe die Hinterachse an. Einen Motor dieser Größe gab es schon vorher im Sortiment von Delahaye, allerdings wurde er für dieses Modell überarbeitet. Bekannt sind seitliche Ventile sowie ein Vergaser, den der Fahrer während der Fahrt beeinflussen konnte.
Anfangs war ein Rohrschlangenkühler auf Höhe der Vorderachse montiert, was eine nach vorn abfallende Motorhaube ermöglichte. Ab 1903 befanden sich der Wasserkühler und der Kühlergrill direkt vor dem Motor.
Der Radstand beträgt bei der normalen Ausführung 213 cm. Damit sind die Karosseriebauformen Tonneau, Doppelphaeton, Phaeton und viersitzige Limousine bekannt. Die Variante mit langem Radstand ermöglichte Aufbauten als sechssitzige Limousine, Tonneau, Doppelphaeton, Coupé und Landaulet. Außerdem gab es eine noch längere Version. 50 bis 60 km/h Höchstgeschwindigkeit sind möglich.
Insgesamt entstanden 250 Fahrzeuge.